# Boran

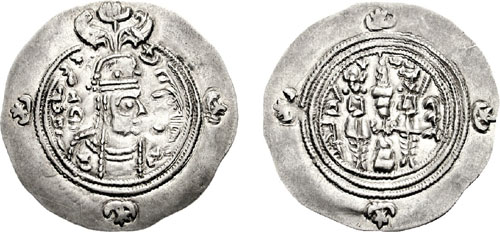
Monedas acuñadas durante el reinado de Boran.

Boran (según las fuentes clásicas) o Purandokht fue, junto a su hermana y sucesora Azarmedukht, una de las dos reinas del Imperio sasánida y uno de los catorce gobernantes que se sucedieron en sólo cinco años, hija mayor de Cosroes II. Reinó entre los años 630 y 631, (otras versiones: 629-630; 629-631) tras la muerte del general Sharvaraz, e intentó restablecer la paz en el convulso imperio mediante la aplicación más rigurosa de la justicia, la reconstrucción de las infraestructuras y la bajada de los impuestos; a pesar de todos sus esfuerzos no consiguió centralizar el poder en la realeza, mermado por las guerras civiles, y su reinado pasó a la historia como caótico.
Poco después desaparece de los textos, no sabiéndose cómo murió, si abdicó o fue asesinada. Es recordada por haber firmado un tratado de paz con el emperador bizantino Heraclio, dando fin durante un tiempo a una serie de cruentas contiendas; para ello envió una delegación en el año 630 a Alepo, formada por altos dignatarios de la católica Iglesia del Oriente (luego llamada nestoriana, una de las antiguas Iglesias orientales), liderados por el patriarca Ishoyahb II.
El gran poeta persa Ferdousí habla de la reina en su poema épico Shahnameh (El libro de los reyes) como entregada a revivir la memoria y el prestigio de su padre, bajo cuyo gobierno el Imperio Sasánida consiguió su mayor extensión territorial.
Todavía hoy da nombre a un grupo de platos de cocina (borani) basados en el yogur, debido a su afición a las comidas preparadas con yogur y verduras, que encargaba a los cocineros reales.